# 米德什普冰川
76°52′S 161°30′E / 76.867°S 161.500°E
米德什普冰川是南極洲的冰川，位於維多利亞地，發源自莫里森山，最終注入格蘭納特港，該冰川曾經被認為是本森冰川的一部分。